# 크누드 6세

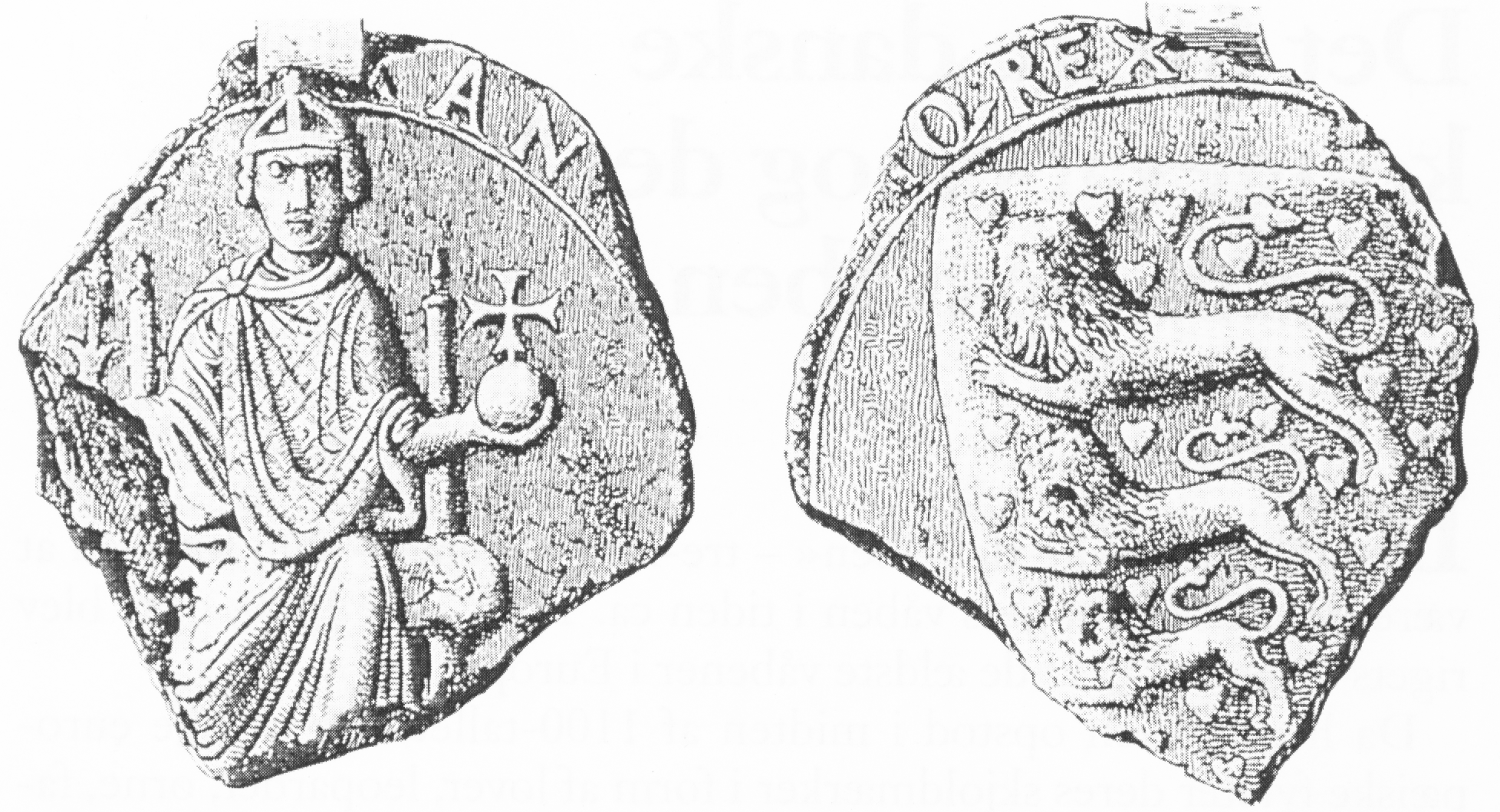
크누드 6세의 인장

크누드 6세(덴마크어: Knud VI, 1163년경 ~ 1202년 11월 12일)는 덴마크의 국왕(재위: 1182년 ~ 1202년)이다.

## 생애
에스트리센가(Estridsen) 출신이다. 발데마르 1세 국왕과 그의 아내인 민스크의 소피아(Sophia)의 첫째 아들로 태어났다. 1182년 덴마크 의회에 의해 덴마크의 국왕으로 추대되었다. 덴마크의 국왕으로 즉위하자마자 스코네에서 일어난 농민 봉기로 인해 위기를 맞기도 했지만 이를 무자비하게 진압했다.
1184년 신성 로마 제국의 프리드리히 1세 황제가 덴마크를 신성 로마 제국에 예속할 것을 요구했지만 거절했다. 1184년 포메라니아의 보구스와프 1세(Bogusław I) 공작이 신성 로마 제국의 프리드리히 1세 황제의 명령을 받고 해군을 동원하면서 덴마크를 침공했지만 크누드 6세가 이끄는 덴마크 군대에게 패배하고 만다. 1185년 크누드 6세는 2차례에 걸쳐 포메라니아를 침공했고 포메라니아를 자신의 영지로 삼았다.
1192년에는 슐레스비히 주교를 역임하고 있던 발데마르 크누드센(Valdemar Knudsen)을 크누드 6세 국왕에 대한 반란을 일으킨 혐의로 체포했고 13년 동안 윌란반도 북부의 쇠보르(Søborg) 성에 감금시켰다. 1197년에는 이교를 숭배하고 있던 에스토니아에 십자군을 보냈다.
1199년에는 홀슈타인의 아돌프 3세 백작이 덴마크 남부에서 남윌란의 발데마르(Valdemar) 공작에 반대하는 반란을 일으켰다. 1201년 스텔라우(Stellau) 전투에서 아돌프 3세 백작의 군대가 발데마르 공작의 군대에게 패배하면서 아돌프 3세 백작은 발데마르 공작의 포로로 잡혔고 3년 동안 쇠보르 성에 수감되고 만다. 1203년 아돌프 3세 백작은 발데마르 공작에게 엘베강 북쪽의 모든 토지를 양도했다.
1202년 11월 12일에 향년 40세를 일기로 사망했다. 그가 사망하던 당시에 덴마크의 영토는 남쪽으로는 엘베 강, 북쪽으로는 북극, 동쪽으로는 에스토니아, 스웨덴에 이르렀을 정도로 덴마크 역사상 최대의 영토를 차지했다. 작센의 하인리히 사자공의 딸인 게르트루트(Gertrud)와 결혼했지만 자식은 낳지 못했다. 그의 왕위는 동생인 발데마르 2세가 승계받았다.
| 전임 발데마르 1세 | 덴마크의 국왕 1182년 ~ 1202년 | 후임 발데마르 2세 |